# Born to Be Free (песня)
«Born to Be Free» — песня японской метал-группы X Japan, выпущенная 6 ноября 2015 года.
Композиция заняла 21-е место в чарте Billboard Japan Hot 100 и возглавила рок-чарты iTunes во Франции, Швеции, Мексике, Перу, Аргентине, Сингапуре, Гонконге, Макау, Японии и на Тайване.

## Предыстория и выпуск
Ёсики сообщал, что желает, чтобы слушатели толковали «Born to Be Free» как отражение своего личного пути, добавив, что «каждый из нас рождается свободным, чтобы мечтать о том, чего хочется, без каких-либо ограничений». Песня записывалась в Лос-Анджелесе на собственной студии Ёсики.
Впервые песня была обнародована 1 июля 2010 года во время съёмок музыкального видео в Club Nokia в Лос-Анджелесе, которые проходили после акустического выступления группы.
Готовая запись транслировалась в течение 24 часов на сайте Metal Hammer 13 октября 2015 года. Наплыв слушателей несколько раз приводил к сбою в работе сайта. 6 ноября, в день выпуска, «Born to Be Free» стала доступной для скачивания. Песня использовалась в телерекламе фильма «Последние рыцари».
В интервью с Metal Hammer 8 ноября 2017 года Ёсики назвал «Born to Be Free» своей любимой композицией X Japan. Он сказал: «Это песня, играть которую мне по-настоящему нравится. Многие песни, такие как „X“ или „Kurenai“, мне было очень сложно играть. Они быстрые и тяжёлые. Поэтому, когда я играю их, я наслаждаюсь ими, но в то же время страдаю. Однако „Born to Be Free“ вселяет в меня большую радость».

## Видеоклипы
Первый видеоклип снимался 1 июля 2010 года и содержит кадры выступления группы перед публикой в Club Nokia. Видео режиссировал Ёсики в сотрудничестве с Panasonic. Вместе с 2D-камерами использовались и стереокамеры. Также в видео появляется автор комиксов Стэн Ли в образе Сатаны.
Второе музыкальное видео вышло 19 ноября 2015 года на сайте Kerrang! и включает кадры различных концертных выступлений группы и отзывы поклонников.

## Участники записи
- Тоси — вокал
- Сугидзо[англ.] — гитара, скрипка
- Пата — гитара
- Хит — бас-гитара
- Ёсики — ударные, пианино
- Крис Лорд-Элдж[англ.] — сведение[4]